# 성악가
성악가는 성악을 전문적으로 하는 사람이다. 남성 성악가는 테너, 바리톤, 베이스로 나뉜다. 여성 성악가는 소프라노, 메조 소프라노, 알토로 나뉜다.
성악가를 영어로 직역하면 사실 Vocalist, Singer가 되지만, 흔히 한국에서 통하는 의미는 서양음악을 하는 가수를 가리킨다.
성악가는 사실 정통 오페라 노래를 부를 수 있도록 교육받은 사람을 통칭하는 말이므로, 일반 실용음악 보컬 전공생과 구분하여 Opera singer로 부르기도 한다.

## 나라별 성악가

### 한국
대한민국의 성악가
- 홍혜경
- 신영옥
- 조수미
- 임형주
- 임웅균
- 서정학
- 김동규
- 배재철
- 박기훈
- 정민성
- 구본수
- 김바울
- 유윤지

일제강점기의 성악가
- 김천애
- 고종익
- 윤심덕
- 이인범
- 박단마